# 基科·卡西利亞
弗朗西斯科·“基高”·卡西拿·科尔特斯（Francisco "Kiko" Casilla Cortés；1986年10月2日—），简称基科·卡西利亚（Kiko Casilla），是一位西班牙足球運動員，場上司职守門員。
2020年2月28日，卡西利亞被英足總判定禁賽8場。

## 荣誉
皇家馬德里
- 西班牙甲組聯賽冠軍：2016/17年
- 西班牙超級盃冠軍：2017年
- 歐洲聯賽冠軍盃冠軍：2016年、2017年、2018年
- 歐洲超級盃冠軍：2016年、2017年
- 國際足協世界冠軍球會盃冠軍：2016年、2017年

 里茲聯
- 英格蘭足球冠軍聯賽冠軍：2019–20賽季